# Tętnica okrężnicza lewa

Tętnice krezkowe i ich gałęzie. Tętnica okrężnicza lewa po prawej stronie ilustracji.

Tętnica okrężnicza lewa (łac. arteria colica sinistra) – w anatomii człowieka tętnica jamy brzusznej będąca pierwszym odgałęzieniem tętnicy krezkowej dolnej. Biegnie zaotrzewnowo w stronę lewą, krzyżując lewy moczowód, a także tętnicę i żyłę jądrową lub tętnicę i żyłę jajnikową. Dzieli się na dwie gałęzie: wstępującą i zstępującą. Gałąź wstępująca biegnie ku górze wzdłuż okrężnicy zstępującej, a następnie wzdłuż zgięcia śledzionowego i w obrębie krezki okrężnicy poprzecznej zespala się z tętnicą okrężniczą środkową. Gałąź zstępująca zespala się z gałęzią od tętnicy okrężnicy esowatej. Tętnica okrężnicza lewa zaopatruje końcową ⅓ okrężnicy poprzecznej oraz okrężnicę zstępującą.
Z narządów zaopatrywanych przez tętnicę okrężniczą lewą krew odpływa żyłą okrężniczą lewą uchodzącą do żyły krezkowej dolnej.